# Геб
Геб е едно от деветте главни божества в египетската митология.
| G39 | b | A40 |

| G39 | b | A40 |

Геб е бог-земя, член на хелиополската Енеада. Неговата съпруга е Нут. Според първоначалните предания именно от него и Нут било заченато слънцето Ра. Но в хелиополската космогония той е син на Шу и Тефнут и е баща на Озирис, Изида, Сет и Нефтида. Според „Текстове от Пирамидите“ той действително е царувал – като наследник на Ра. Впоследствие му е отреден култ в образа на човек, понякога с гъска върху главата, тъй като йероглифът, който го символизирал, представлявал това животно. Най-често е изобразяван като полегнал на земята и подпрян на левите си хълбок и лакът, докато десните са леко приповдигнати. Погледът му е почти винаги насочен надолу.
Според египтяните неговото тяло е представлявало земята, от неговия гръб е избуявала растителността, а от ребрата му растял ечемикът. Често е изобразяван заедно с приведената над него богиня Нут. Понякога е представян в състояние на ерекция, символ на неговата мощ.
Геб и Нут, за разлика от останалите богове, са изобразявани голи. Предполага се, че това е свързано с вярването, че те са любовници.
Друг, макар и по-рядък начин на изобразяването му, е под формата на гъска (космическа гъска, великата крякаща птица).
Геб е свързван със зеления и черния цвят.
Той е затварял душите на злите мъже и жени и не им е позволявал да се възнесат в небесата.